# Chłopiec z naszego miasta (film)
Chłopiec z naszego miasta (org. Парень из нашего города) – radziecki film wojenny z 1942 roku w reż. Aleksandra Stolpera na podstawie sztuki Konstantina Simonowa pod tym samym tytułem.

## Opis fabuły
Tytułowy "chłopiec" to Siergiej Łukonin – młody robotnik żyjący w Saratowie (ZSRR) lat 30. XX w., który wstępuje do szkoły oficerskiej wojsk pancernych w odległym Omsku. Oznacza to rozłąkę z rodziną i przyjaciółmi, a przede wszystkim ukochaną Warią, która równocześnie wyrusza do szkoły aktorskiej w Moskwie. Siergiej jest zdolnym kadetem i choć nie zawsze słucha rozkazów, wyróżnia go inicjatywa i samodzielność w działaniu. Taka postawa podoba się jego przełożonym, którzy wraz z wybuchem wojny domowej w Hiszpanii decydują się wysłać go na front. W Hiszpanii Siergiej trafia do niewoli i ma zostać rozstrzelany, lecz dzięki przypadkowemu ostrzałowi artyleryjskiemu udaje mu się zbiec i ukryć. W ojczyźnie uznany zostaje ku rozpaczy ukochanej za zaginionego. Jednak podczas jednego z przedstawień teatralnych w którym bierze udział Waria, Siergiej zjawia się nieoczekiwanie cały i zdrowy. Znów są razem, pośród przyjaciół. Sielanka nie trwa jednak długo. Wkrótce Niemcy napadają na ZSRR, a Siergiej ponownie trafia na front. Podczas jednej z potyczek, dowodząc swoim czołgiem, zostaje ranny i trafia do szpitala. Tam, po kilku tygodniach dowiadując się od swojego przyjaciela, że jego jednostka walczy w okrążeniu, ucieka ze szpitala i dołącza do swoich żołnierzy. Po płomiennym przemówieniu wygłoszonym przed ich frontem, prowadzi swoich czołgistów do udanego kontrataku.

## Obada aktorska
- Nikołaj Kriuczkow – Siergiej Łukonin
- Lidia Smirnowa – Waria
- Nikołaj Bogolubow – Arkadij Burmin
- Władimir Kandielakin – Wano Guliaszwili
- Nikołaj Mordwinow – komendant szkoły oficerskiej w Omsku
- Nina Zorska – Żenia
- Walerij Miedwiediew – Pietka
- Aleksandr Rumniew – niemiecki tłumacz w Hiszpanii
- Piotr Lubieszkin – Safonow, kierowca-mechanik czołgu
- Anatolij Alieksiejew – Wołodia
- Nikołaj Chriaszczikow – radiotelegrafista
- Gieorgij Gieorgiu – lekarz–ordynator
- Grigorij  Szpigel – niemiecki oficer
- Tatiana Gurecka – pielęgniarka w szpitalu
- Aleksiej Dolinin – aktor w teatrze
- Aleksandr Baranow – czołgista
- Wiera Krasowicka – dubbing pieśni wykonywanej w teatrze przez Lidię Smirnową

i inni.

## O filmie
Film był pierwszą z wielu kolejnych ekranizacji utworów Konstantina Simonowa, dokonanych przez Aleksandra Stolpera w następnych latach. Sztuka Simonowa wydana rok wcześniej (1941), przez wiele lat cieszyła się w ZSRR niegasnącą popularnością – na deski teatralne była przenoszona trzykrotnie: w roku 1941, 1955 i 1977 oraz jako spektakl telewizyjny w roku 1978.